# Grand Prix Pino Cerami 1989
Il Grand Prix Pino Cerami 1989, ventiseiesima edizione della corsa, si svolse il 7 aprile su un percorso con partenza e arrivo a Wasmuel. Fu vinto dallo svizzero Stephan Joho della Ariostea davanti all'olandese Teun van Vliet e al belga Benjamin Van Itterbeeck.

## Ordine d'arrivo (Top 10)
| Pos. | Corridore               | Squadra                            | Tempo    |
| ---- | ----------------------- | ---------------------------------- | -------- |
| 1    | Stephan Joho            | Ariostea                           | 5h29'00" |
| 2    | Teun van Vliet          | Panasonic-Isostar                  | a 1"     |
| 3    | Benjamin Van Itterbeeck | Lotto                              | a 6"     |
| 4    | Jan Bogaert             | La William-Tonissteiner- Euroclean | a 8"     |
| 5    | Adriano Baffi           | Ariostea                           | s.t.     |
| 6    | Jaanus Kuum             | ADR- W-Cup-Bottecchia              | s.t.     |
| 7    | Brian Holm              | Histor-Sigma                       | s.t.     |
| 8    | Christian Henn          | Carrera-Vagabond                   | s.t.     |
| 9    | Mathieu Hermans         | Caja Rural-Paternina               | s.t.     |
| 10   | Guido Bontempi          | Carrera-Vagabond                   | s.t.     |